# 圣殿研究所
圣殿研究所（希伯來語：מכון המקדש，Machon HaMikdash）是一个以色列机构，致力于有争议的重建第三圣殿。它的长期目标是在圣殿山上建造第三座犹太圣殿，这个地点目前是圆顶清真寺，并且要恢复献祭仪式。它渴望通过研究圣殿的建筑和仪式，圣殿内所用的圣器、服装，以及建筑计划，来达到这个目标，以便当情势一旦允许建造圣殿时，建造工程能够立刻开始。圣殿研究所由拉比以色列·Ariel创建和领导目前的总干事是耶胡达·格里克，国际部由哈伊姆·里奇曼领导。

## 活动
圣殿研究所正在努力准备圣殿内所用的圣器，为将来重建圣殿做准备工作，在需要的90多项圣器中，圣殿研究所已经完成了许多项目。
2008年6月，圣殿研究所的一个重大项目是确定大祭司，和祭司。这个项目已经经过数年的研究和调查。大祭司的胸牌（Hoshen）和“以弗得”已经完成。大祭司的金色顶冠（Tzitz），在2007年完成。  （页面存档备份，存于） 圣殿研究所正在设计可以证明他们的血统的祭司的服装。
圣殿研究所还努力寻找民数记19章中要求的进入圣殿的洁净仪式用的红母牛。近年来，圣殿研究所确定了两只备用的红母牛，一只在1997年确定，另一只在2002年确定。

## 图集

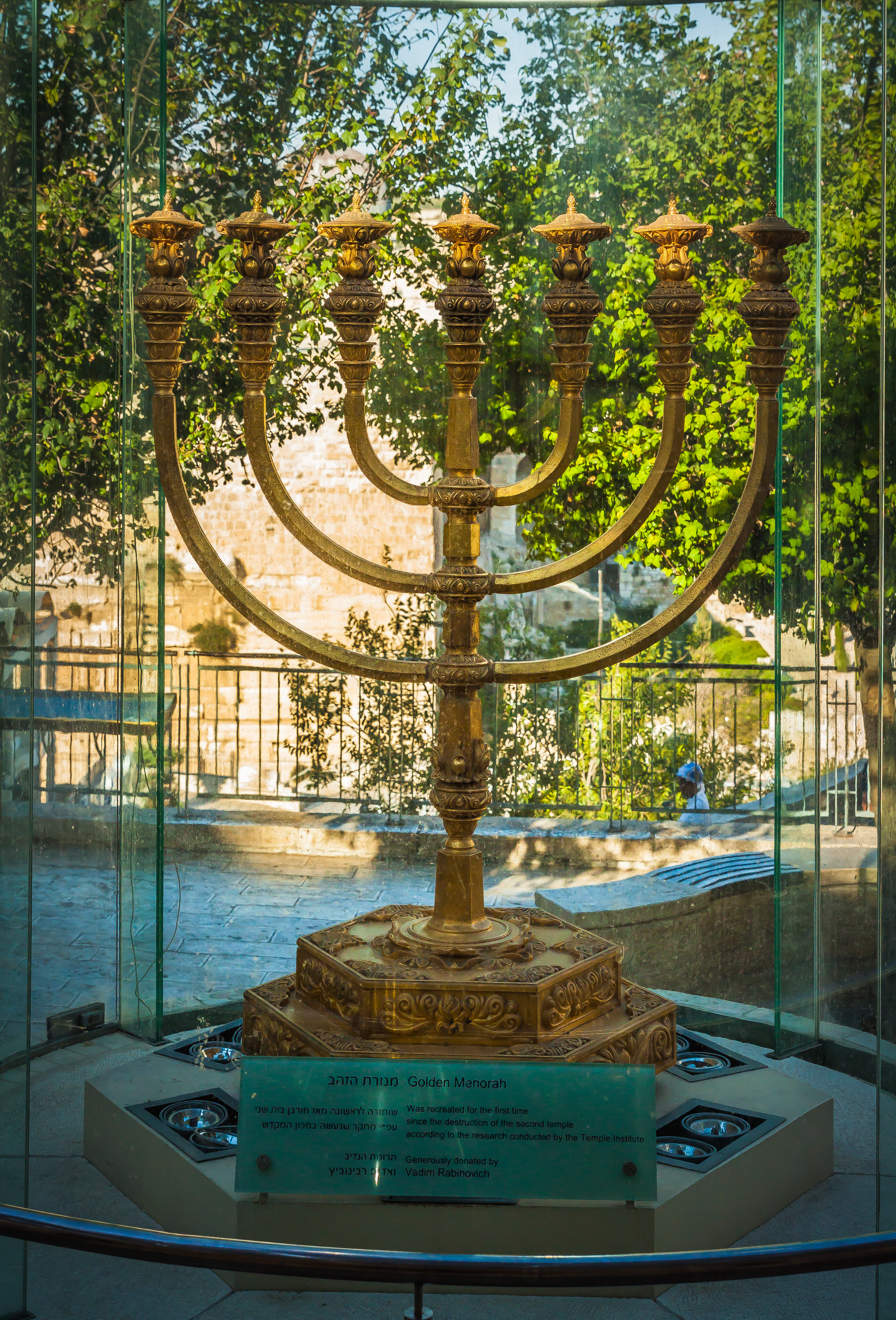
灯台寺模型
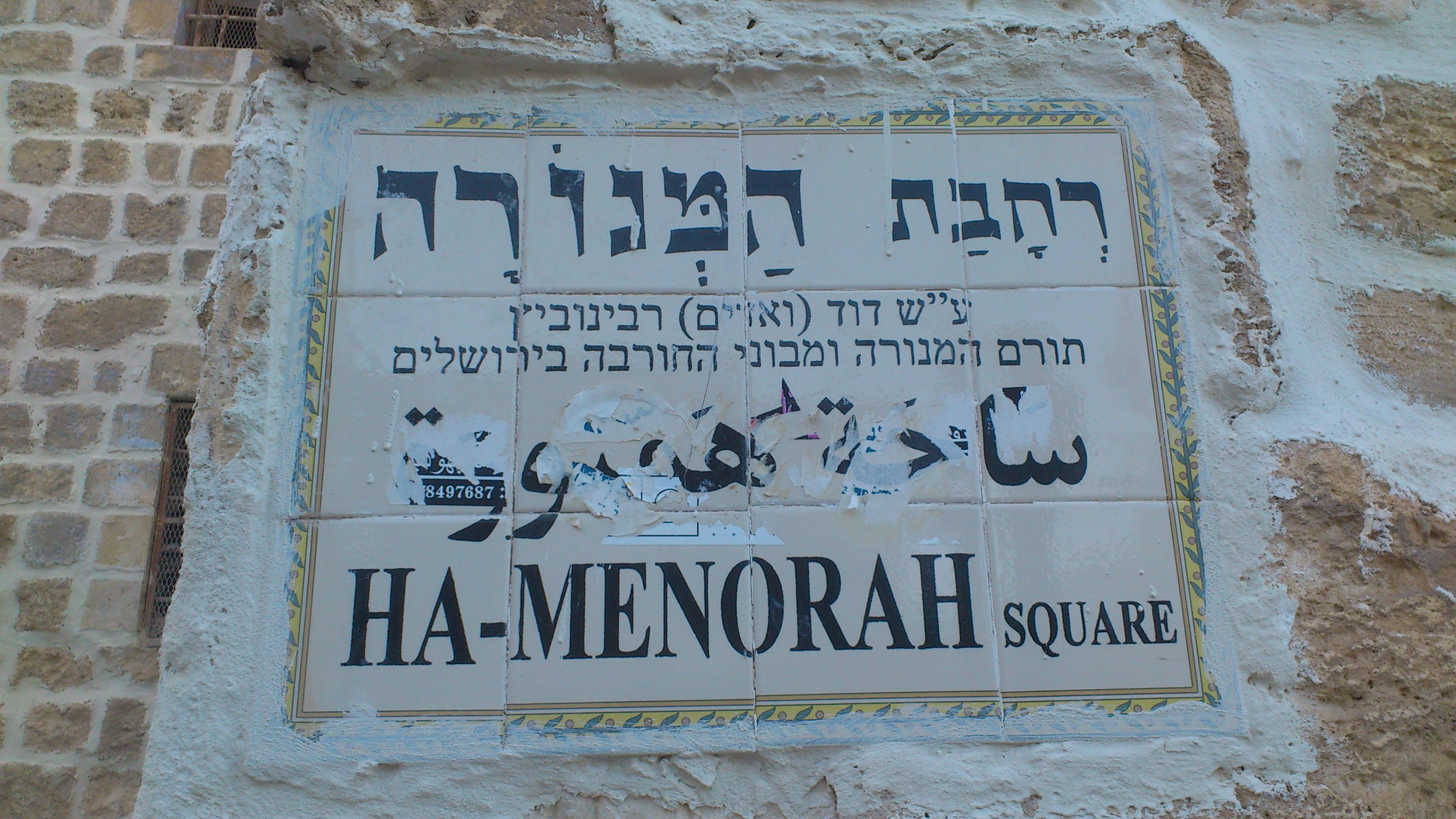
灯台广场和观点圣殿山